# João Cabreira
João Paulo Costa Cabreira (Aguçadoura, 12 mei 1982) is een Portugees voormalig professioneel wielrenner. Cabreira was prof van 2005 tot 2012 en kende zijn grootste successen tot nu in eigen land, met etappewinst in de Ronde van Portugal en eindwinst in de Ronde van de Algarve in 2006. Hij reed zijn gehele carrière voor kleinere Portugese ploegen.
Cabreira werd in 2008 Portugees kampioen op de weg. In 2008 werd hij er tevens van beschuldigd een dopingcontrole te hebben ontlopen, maar werd hiervan in december vrijgesproken. Desalniettemin wordt hij in februari 2009 alsnog geschorst voor dopinggebruik. Nadat hij in hoger beroep door een Portugese rechtbank wordt vrijgesproken, wordt hij in april 2010 door het CAS geschorst tot 2011. Na zijn terugkeer wint Cabreira nogmaals het Portugese kampioenschap. Een jaar later stopt hij als professioneel wielrenner.

## Belangrijkste overwinningen
2005
 Portugees kampioen tijdrijden, Beloften
4e etappe Ronde van Portugal van de Toekomst
Eindklassement Ronde van Portugal van de Toekomst
2006
5e etappe Ronde van de Algarve
Eindklassement Ronde van de Algarve
7e etappe Ronde van Portugal
2008
 Portugees kampioen op de weg, Elite
2009
2e etappe Trofeo Joaquim Agostinho
4e etappe Ronde van Portugal
2011
 Portugees kampioen op de weg, Elite

## Ploegen
- 2005 –  Carvalhelhos-Boavista
- 2006 –  Maia Milaneza
- 2007 –  LA Aluminios-MSS-Milaneza
- 2008 –  LA-MSS
- 2009 –  CC Loulé-Louletano-Aquashow
- 2010 –  Centro Ciclismo de Loulé-Louletano (tot 25-06)
- 2011 –  Onda
- 2012 –  Onda